# 나봉한
나봉한(羅奉漢, 1934년 4월 15일 ~ )은 대한민국의 연극배우 겸 영화감독이다.

## 생애
한국 영화 1세대로 일컬어지는 독립운동가이자 영화배우이며 영화감독인 아버지 춘사 나운규(春史 羅雲奎)의 2남 1녀 중 차남이자 막내로 출생한 그의 본관은 나주(羅州)이고 서울 출생이며 지난날 한때 아버지의 고향인 함경북도 회령에서 잠시 유아기를 보낸 적이 있는 그는 1955년 연극배우 첫 데뷔하였고 1962년 영화 《와룡선생 상경기》로 영화 조감독 데뷔하였으며 1965년 영화 《청일전쟁과 여걸 민비》로 영화감독 데뷔하였다.
1974년 이후부터는 영화기업사 실무 분야에서 업무하였고 1988년에는 서울올림픽 원형극장용 멀티비전을, 1990년에는 독립기념관 원형극장용 써클비전을, 1993년에는 대전EXPO 정부관의 멀티비전을 각각 제작하였다.

## 출연작

### 연극
- 1955년 《협객 홍길동》 ... 조선 중종 이역 역

## 영화 제작 작품

### 조감독
- 1962년 《와룡선생 상경기》

### 감독
- 1965년 《청일전쟁과 여걸민비》